# Río Murrí
Río Murrí är ett vattendrag i Colombia. Det ligger i departementet Antioquía, i den nordvästra delen av landet, 400 km nordväst om huvudstaden Bogotá.